# Deer Creek (Arizona)
Deer Creek es un lugar designado para el censo ubicado en el condado de Gila en el estado estadounidense de Arizona. En el Censo de 2010 tenía una población de 216 habitantes y una densidad poblacional de 47,82 personas por km².

## Geografía
Deer Creek se encuentra ubicado en las coordenadas 34°3′44″N 111°20′58″O / 34.06222, -111.34944. Según la Oficina del Censo de los Estados Unidos, Deer Creek tiene una superficie total de 4.52 km², de la cual 4.52 km² corresponden a tierra firme y (0%) 0 km² es agua.

## Demografía
Según el censo de 2010, había 216 personas residiendo en Deer Creek. La densidad de población era de 47,82 hab./km². De los 216 habitantes, Deer Creek estaba compuesto por el 96.76% blancos, el 0% eran afroamericanos, el 1.85% eran amerindios, el 0% eran asiáticos, el 0% eran isleños del Pacífico, el 0.46% eran de otras razas y el 0.93% pertenecían a dos o más razas. Del total de la población el 2.78% eran hispanos o latinos de cualquier raza.